# Sei felice?
Sei felice? è il secondo album del gruppo musicale italiano Aeroplanitaliani, pubblicato dall'etichetta discografica Sugar nel 2005.

## Tracce
1. Sei felice? – 4:56
2. Canzone d'amore (cover de Le Orme – 5:39
3. Vicious (cover di Lou Reed) – 4:25
4. Immagine – 4:07
5. Solo per sapere – 5:52
6. I'm Not Cool – 3:22
7. Io via – 4:00
8. The blower's daughter (cover di Damien Rice) – 5:02
9. Maestro della voce (cover della Premiata Forneria Marconi) – 4:11
10. Unioni fragili – 4:58

Durata totale: 46:32